# Mike Shipley
Michael Shipley (6 de octubre de 1956-25 de julio de 2013) fue un ingeniero de mezcla, ingeniero de audio y productor de discos australiano. La carrera musical de Shipley se extendió por más de 30 años, principalmente trabajando en Los Ángeles. En los premios Grammy de 2012, ganó la categoría de Mejor Álbum Diseñado, No Clásico por su trabajo conjunto en Paper Airplane (abril de 2011), de Alison Krauss y Union Station. Shipley murió en julio de 2013, a los 56 años, de un aparente suicidio. 

## Biografía
Nació el 6 de octubre de 1956, en Sídney, Australia; de adolescente se mudó con su familia a Londres. Se interesó en una carrera de grabación mientras estaba en la escuela en el Reino Unido a principios de los años setenta. Más tarde recordó: "Uno de mis profesores en la escuela de gramática, un músico que me pidió que viniera y cantara en un disco que estaba grabando. Entré en esta cosa llamada el estudio de grabación, y simplemente me asombró. Era: 'Esto es mi hogar', y lo supe al instante y, a partir de ese momento, todo lo que quería hacer era trabajar allí". Shipley regresó a Australia y completó la educación secundaria en Camberwell Grammar School (clase del '74) en Melbourne. Luego regresó a Londres, donde comenzó como asistente en Wessex Sound Studios, y trabajó con Sex Pistols y Queen.
Sus primeras sesiones de ingeniería fueron durante la explosión del punk rock de finales de los 70 y principios de los 80 e incluyó grabaciones con los Damned. Trabajó junto a Robert John "Mutt" Lange durante décadas. Sus contemporáneos en Wessex incluyen a los productores Roy Thomas Baker y Chris Thomas, y los ingenieros Tim Friese-Greene y Bill Price. Shipley también trabajó con Def Leppard en sus álbumes, High 'n' Dry (julio de 1981), Pyromania (enero de 1983), Hysteria (agosto de 1987) y Adrenalize (marzo de 1992).
Cuando se le pidió que trabajara con The Cars, Shipley se mudó a Los Ángeles en 1984, donde había residido hasta su muerte. Posteriormente, Shipley se mudó a Hawái para un año sabático, pero regresó a Los Ángeles para trabajar para Def Leppard, Shania Twain, The Corrs, Anberlin, Aerosmith, Maroon 5, Faith Hill, India Arie, Kelly Clarkson, Green Day, Nickelback y Alison Krauss.

## Muerte
Shipley murió el 25 de julio de 2013. La causa de la muerte según lo declarado el 9 de agosto de 2013, en el servicio conmemorativo, fue un aparente suicidio.

## Discografía
Trabajo grabado acreditado a Mike Shipley:

### Década de 1970
| Año  | Artista    | Título                | Contribución |
| ---- | ---------- | --------------------- | ------------ |
| 1978 | Hawklords  | 25 Years On           | Ingeniero    |
| 1979 | Matchbox   | Matchbox              | Ingeniero    |
| 1979 | The Damned | Machine Gun Etiquette | Ingeniero    |

### Década de 1980
| Año  | Artista                         | Título                       | Contribución                                         |
| ---- | ------------------------------- | ---------------------------- | ---------------------------------------------------- |
| 1980 | Planet 10                       | Night                        | Ingeniero                                            |
| 1980 | Night                           | Long Distance                | Ingeniero                                            |
| 1980 | City Boy                        | Heads Are Rolling            | Ingeniero, ingeniero de audio                        |
| 1980 | Desmond Dekker                  | Black and Dekker             | Ingeniero                                            |
| 1981 | City Boy                        | It's Personal                | Ingeniero                                            |
| 1981 | Def Leppard                     | High 'n' Dry                 | Ingeniero                                            |
| 1982 | Sniff 'n' the Tears             | Ride Blue Divide             | Productor, ingeniero, ingeniero de mezclas           |
| 1982 | A Flock of Seagulls             | A Flock of Seagulls          | Ingeniero                                            |
| 1983 | Q-Feel                          | Q-Feel                       | Ingeniero                                            |
| 1983 | Def Leppard                     | Pyromania                    | Ingeniero                                            |
| 1983 | Diamond Head                    | Canterbury                   | Productor, ingeniero, ingeniero de audio             |
| 1984 | Thomas Dolby                    | The Flat Earth               | Ingeniero de mezcla                                  |
| 1984 | Devo                            | Shout                        | Ingeniero de mezcla                                  |
| 1984 | Berlin                          | Love Life                    | Ingeniero de mezcla                                  |
| 1984 | The Cars                        | Heartbeat City               | Ingeniero de mezcla                                  |
| 1985 | Prefab Sprout                   | Steve McQueen                | Ingeniero de sonido, ingeniero de mezclas            |
| 1985 | Joni Mitchell                   | Dog Eat Dog                  | Productor, ingeniero de sonido, ingeniero de mezclas |
| 1985 | Kim Carnes                      | Barking at Airplanes         | Ingeniero de mezcla                                  |
| 1986 | Benjamin Orr                    | The Lace                     | Productor, ingeniero de sonido, ingeniero de mezclas |
| 1986 | Lone Justice                    | Shelter                      | Ingeniero de mezcla                                  |
| 1986 | Berlin                          | Count Three & Pray           | Ingeniero de mezcla                                  |
| 1987 | Alison Moyet                    | Raindancing                  | Ingeniero de mezcla, productor asociado              |
| 1987 | Tom Petty and the Heartbreakers | Let Me Up (I've Had Enough)  | Ingeniero de mezcla                                  |
| 1987 | Def Leppard                     | Hysteria                     | Ingeniero de mezcla                                  |
| 1988 | Scorpions                       | Savage Amusement             | Ingeniero de mezcla                                  |
| 1988 | Prefab Sprout                   | From Langley Park to Memphis | Ingeniero de mezcla                                  |
| 1988 | Joni Mitchell                   | Chalk Mark in a Rain Storm   | Ingeniero de sonido, ingeniero de mezclas            |

### Década de 1990
| Año  | Artista          | Título                       |
| ---- | ---------------- | ---------------------------- |
| 1990 | Vixen            | Rev It Up                    |
| 1990 | Ratt             | Detonator                    |
| 1990 | Cheap Trick      | Busted                       |
| 1991 | Yes              | Union                        |
| 1991 | Joni Mitchell    | Night Ride Home              |
| 1992 | Shawn Colvin     | Fat City                     |
| 1992 | Def Leppard      | Adrenalize                   |
| 1993 | Winger           | Pull                         |
| 1993 | Heart            | Desire Walks On              |
| 1994 | Richard Marx     | Paid Vacation                |
| 1995 | Meat Loaf        | Welcome to the Neighbourhood |
| 1995 | Rodney Crowell   | Jewel of the South           |
| 1996 | X Japan          | Dahlia                       |
| 1997 | Down by Law      | Last of the Sharpshooters    |
| 1997 | Guster           | Goldfly                      |
| 1997 | Shania Twain     | Come On Over                 |
| 1997 | Whitesnake       | Restless Heart               |
| 1998 | Kevin Sharp      | Love Is                      |
| 1999 | David Mead       | The Luxury of Time           |
| 1999 | Chris Botti      | Slowing Down the World       |
| 1999 | Ratt             | Ratt                         |
| 1999 | Blondie          | No Exit                      |
| 1999 | Splender         | Halfway Down the Sky         |
| 1999 | Enrique Iglesias | Enrique                      |
| 1999 | Kip Winger       | Down Incognito               |
| 1999 | Faith Hill       | Breathe                      |
| 1999 | Jimmy Barnes     | Love and Fear                |

### Años 2000
| Año  | Artista                   | Título                               |
| ---- | ------------------------- | ------------------------------------ |
| 2000 | Catherine Wheel           | Wishville                            |
| 2000 | Green Day                 | Warning                              |
| 2000 | Ronan Keating             | Ronan                                |
| 2000 | The Corrs                 | In Blue                              |
| 2000 | Alecia Elliott            | I'm Diggin' It                       |
| 2000 | Hoku                      | Hoku                                 |
| 2000 | Poe                       | Haunted                              |
| 2000 | Evan and Jaron            | Evan and Jaron                       |
| 2001 | Jessica Andrews           | Who I Am                             |
| 2001 | Tim McGraw                | Set This Circus Down                 |
| 2001 | Aerosmith                 | Just Push Play                       |
| 2001 | Andrew W.K.               | I Get Wet                            |
| 2001 | The Go-Go's               | God Bless the Go-Go's                |
| 2001 | Trace Adkins              | Chrome                               |
| 2001 | India Arie                | Acoustic Soul                        |
| 2002 | Shania Twain              | Up!                                  |
| 2002 | Splender                  | To Whom It May Concern               |
| 2002 | Tim McGraw                | Tim McGraw and the Dancehall Doctors |
| 2002 | Dana Glover               | Testimony                            |
| 2002 | Maroon 5                  | Songs About Jane                     |
| 2002 | Shannon McNally           | Jukebox Sparrows                     |
| 2002 | Taxiride                  | Garage Mahal                         |
| 2002 | Laura Pausini             | From the Inside                      |
| 2002 | Lisa Loeb                 | Cake and Pie                         |
| 2002 | Phil Vassar               | American Child                       |
| 2003 | Marcel                    | You, Me and the Windshield           |
| 2003 | Boyd Tinsley              | True Reflections                     |
| 2003 | Kelly Clarkson            | Thankful                             |
| 2003 | Terri Clark               | Pain to Kill                         |
| 2003 | Jessica Andrews           | Now                                  |
| 2003 | Guster                    | Keep It Together                     |
| 2003 | The Format                | Interventions + Lullabies            |
| 2003 | Rodney Atkins             | Honesty                              |
| 2003 | Barenaked Ladies          | Everything to Everyone               |
| 2003 | Josh Groban               | Closer                               |
| 2004 | Pat McGee Band            | Save Me                              |
| 2005 | Jack's Mannequin          | Everything in Transit                |
| 2005 | Baumer                    | Come On, Feel It                     |
| 2005 | Nickelback                | All the Right Reasons                |
| 2006 | Rock Star Supernova       | Rock Star Supernova                  |
| 2006 | Damone                    | Out Here All Night                   |
| 2006 | Rock Kills Kid            | Are You Nervous?                     |
| 2006 | Clay Aiken                | A Thousand Different Ways            |
| 2007 | The Click Five            | Modern Minds and Pastimes            |
| 2007 | Lillix                    | Inside the Hollow                    |
| 2007 | Anberlin                  | Cities                               |
| 2007 | Fuel                      | Angels & Devils                      |
| 2007 | Motel                     | 17                                   |
| 2008 | Blessed by a Broken Heart | Pedal to the Metal                   |
| 2008 | Candlebox                 | Into the Sun                         |
| 2008 | Nickelback                | Dark Horse                           |
| 2009 | 30 Seconds to Mars        | This Is War                          |
| 2009 | Papa Roach                | Metamorphosis                        |

### 2010s
| Año  | Artista                       | Título                     |
| ---- | ----------------------------- | -------------------------- |
| 2010 | Maroon 5                      | Hands All Over             |
| 2010 | Sing It Loud                  | Everything Collide         |
| 2011 | Runner Runner                 | Runner Runner              |
| 2011 | Alison Krauss y Union Station | Paper Airplane             |
| 2011 | Thomas Dolby                  | A Map of the Floating City |
| 2012 | 12 Stones                     | Beneath the Scars          |
| 2013 | Keith Urban                   | Fuse                       |